# Refreshest
『Refreshest』（リフレッシェスト）は、T-SQUAREのリアレンジ・アルバム。1991年12月1日にリリース。

## 解説
T-SQUARE初のリアレンジ・アルバム。
1991年の全米ツアーと同時にロサンゼルスでレコーディングが行われた。
「T-SQUARE and FRIENDS」名義でマイケル・トンプソン、ジョン・ロビンソン、パウリーニョ・ダ・コスタ等現地のミュージシャンが参加、ジェリー・ヘイのアレンジで「THE SQUARE」時代から選曲された10曲が再レコーディング。

## 収録曲
1. CHASER - 安藤まさひろ作曲
2. MIDNIGHT LOVER - 安藤まさひろ作曲
3. A FEEL DEEP INSIDE - 安藤まさひろ作曲
4. THE NUMBER - 安藤まさひろ作曲
5. WRAPPED AROUND YOUR SOUL - 安藤まさひろ作曲
6. TEXAS KID - 安藤まさひろ作曲
7. ハワイへ行きたい - 安藤まさひろ作曲
8. IT'S MAGIC - リンダ・ヘンリック作詞、安藤まさひろ作曲
9. TRAVELERS - 和泉宏隆作曲
10. SABANA HOTEL - 安藤まさひろ作曲

編曲は全曲ジェリー・ヘイとT-SQUAREが手掛けている。

## ミュージシャン
- T-SQUARE
  - 安藤まさひろ
  - 和泉宏隆
  - 則竹裕之
  - 須藤満
  - 本田雅人